# Cholewiana Góra
Cholewiana Góra – wieś w Polsce położona w województwie podkarpackim, w powiecie niżańskim, w gminie Jeżowe.
| SIMC    | Nazwa       | Rodzaj     |
| ------- | ----------- | ---------- |
| 0795287 | Buczki      | część wsi  |
| 0795293 | Dudziki     | część wsi  |
| 0795672 | Gęsiówka    | przysiółek |
| 0795301 | Młynarze    | część wsi  |
| 0795318 | Pielki      | część wsi  |
| 0795324 | Pierogi     | część wsi  |
| 0795330 | Stara Droga | część wsi  |
| 0795347 | Sudoły      | część wsi  |
| 0795353 | Wojtowicze  | część wsi  |

W latach 1954–1961 wieś należała i była siedzibą władz gromady Cholewiana Góra, po jej zniesieniu w gromadzie Nart Nowy. W latach 1975–1998 miejscowość administracyjnie należała do województwa tarnobrzeskiego.

## Historia
Nazwa wsi wywodzi się z legendy, według której na górze znajdującej się na tych terenach wilki napadły i zjadły chłopa, po którym pozostały tylko nogi w butach z cholewami. Inna legenda głosi, że na górze było złoto. W XIX wieku prawdopodobnie w Cholewianej Górze była komisja, która badała czy faktycznie jest tam złoto. Ponieważ złota nie znaleziono, górę zniwelowano, a piasek użyto do utwardzenia dróg.
Pierwsze wzmianki w dokumentach kościelnych odnoszące się do Cholewianej Góry pochodzą z 1707 roku. W 1752 roku zapisano, że jest to wieś królewska posiadająca wójtostwo. W 1880 roku w Cholewianej Górze było 1568 mieszkańców. We wsi znajdowała się szkoła ludowa jednoklasowa i kasa pożyczkowa. W 1952 roku w Cholewianej Górze erygowano samodzielną parafię (Parafia Niepokalanego Serca Najświętszej Maryi Panny w Cholewianej Górze), którą wydzielono z ówczesnej parafii Jeżowe (Parafia Narodzenia Najświętszej Maryi Panny w Jeżowem).